# 大和 (中川町)
大和（やまと）は北海道中川郡中川町にある地名（町字）。

## 概要
中川町の南西端、天塩川支流安平志内川の西支流、ワッカウエンベツ川上流域に位置し、西は遠別町と接するが直接行き来することができる道路は現在存在していない。
和人による開拓後はハッカ栽培などを生業としていたが、1962年（昭和37年）の台風被害により地区へ通じる村道が壊滅的な被害を受け、翌年に全戸が集団移住し無住地となった。

### 地名の由来
当初字名が付いた時点での地名は「ワッカウエンベツ」であったが、1941年（昭和16年）1月21日付の字名改正で「大和」となった。これは当地に奈良県吉野郡十津川村出身の人々が多く入植したことから（後述）、旧国名の大和国に因んで命名された。
旧名の「ワッカウエンベツ」はアイヌ語の「ワッカウェンペッ（wakka-wen-pet）」（飲水・悪い・川）に由来し、和人入植後は「稚遠別」「稚右遠別」の字をあてたほか、略して「和久加（わっか）」「ワッカ」と呼称・表記した。

## 歴史

### 和人入植以前
記録は残っていないが、ワッカウエンベツ川の川筋は、当地のアイヌが山向こうの現在の遠別へ出ていく交通路となっていたと考えられている。また、和人入植後も集落の入口近くにアイヌが居住していたとされるが詳細は忘れられている。

### 開墾の始まり
1909年（明治42年）道の拓殖計画に基づいて、ワッカウエンベツの国有林約559町（≒554ha）が国有未開地処分法に基づいて売払貸付地となっているが、すぐに入植する人物は現れなかった（1911年〔明治44年〕に約72町≒71.4ha追加）。
当地の開墾は、1914年（大正3年）に江川惣之助という人物がこのうちの榛の木沢から化石沢付近までの117町歩（≒116ha）を払い下げられたことに端を発する。江川は1916年（大正5年）に十津川出身の泉谷政一と契約し、泉谷は弟の杉本源吾（2年後病死）と共に小作人として入植した。
1918年（大正7年）、農場の所有は江川から片岡久四郎ら4名に変わり「片岡農場」と呼ばれるようになった。しかし、同年払い下げ御料地に対する国の検査が入り、払い下げられた土地のうち20町（≒20ha）程度しか草刈りができていなかったことを理由に、片岡らへの払い下げは取り消しとなってしまった。一方でその小作であった泉谷はすでに開墾していた3町9反（≒3.9ha）余りを付与されることとなった。
片岡らはその後関係機関への運動を経て、片岡のほか角谷芳三ら2名の名義で改めて払い下げを受け、今後5年間で開墾することとしたが、その管理は泉谷に委託することとしている。

### 入植者の増加
1919年（大正8年）11月、当地への道路開削が許可され（のちに村道となる）、村の補助を受けてワッカウエンベツ川沿いに蛇行する形ながら、2年後の1921年（大正10年）6月に開通にこぎつけた。こうして、「開墾後3年で3町歩以上の成功者と契約」との条件で小作人を募集することとなり、翌1922年（大正11年）から1924年（大正13年）にかけて片岡の共同名義人の角谷を含む7戸が入植することとなった。
1928年（昭和3年）には村内で行政区の再編が行われているが、このときにワッカウエンベツは行政区として新設されている。

昭和初期に前述の泉谷は郷里の十津川などで当地への入植を宣伝し、1930年（昭和5年）4月には当地に30戸が入植した。このころの村内各地の未開地への入植者は、道の拓殖計画に基づき1戸300円の移住補助金・50円の住宅補助が行われた。当時の経緯については1961年（昭和36年）に開催された当地の古老・長屋治平と当時の中川村長・岡田国一の座談会の席上で次のように述べられている。
その後も入植者は増え1932年（昭和7年）までに前述の30戸を含む42戸が当地の高台や平坦部に入植した。

### 郵便配達の開始・駅逓の整備
ワッカウエンベツは隣の志文内（現：共和）地区まで12 km 、最寄り駅を有する佐久市街からも 32 km 、中川市街地からは36 km も離れ、交通が不便な場所であり、昭和初期に至っても営林署・役場職員・行商人の日帰りが不可能であった。このため郵便配達も行われておらず、住民は1925年（昭和元年）に役場へ郵便配達を請願したが、この時は経費の関係で話はまとまらず、配達が開始されたのは1928年（昭和3年）10月7日からの事であった。
1931年（昭和6年）にはワッカウエンベツ駅逓所が設けられて1941年（昭和16年）ごろまで運営され、廃止後は払い下げられた個人が旅館として営業した。またこの年には下流の志文内地区に志文内郵便取扱所（のちの天塩共和郵便局、現在廃止）が新設され、大和地区の配達は志文内から行われることとなった。

### 教育施設
住民の増加に伴い、学校設置の機運が高まったことを受け、1931年（昭和4年）10月11日に、地区内の泉谷所有の高台地への学校の設置が決まった。この際泉谷は土地を寄付したが、工事を随意契約で泉谷自身が請け負った。
学校は翌1930年（昭和5年）5月21日には志文内尋常小学校稚遠別教授所として開校し、1937年（昭和12年）12月1日には幸（さいわい）尋常小学校となった。この「幸」の名称は、前年に道内で実施された陸軍特別大演習に伴う昭和天皇北海道行幸を記念して、「行幸」の「幸」をとったものとされている。
1940年（昭和15年）4月1日には国民学校となり、1943年（昭和18年）には高等科を併置した。なお、国民学校は戦後の1947年（昭和22年）に幸国民学校を幸小学校、共和中学校幸分校となり、1952年（昭和27年）には共和中学校幸分校を幸中学校としている。

### 住民の撤退
1941年（昭和16年）1月21日には字名改正が行われ、ワッカウエンベツは「大和」となった。
先述のように多くの入植があった大和であるが、1961年（昭和36年）時点でも電化されていないことに加え、最寄駅から約32 km 離れているという事情から「まだ汽車を見たことがないという子供が多い」、というほどの交通不便かつ条件不利地であり、住民の生活は決して楽ではなく、後年撤退する住民も現れた。
1962年（昭和37年）時点で戸数は15戸ほどにまで減少していた。この年の4月には幸中学校の男子1名・女子2名で他の中学校と共に道南地方へ3泊4日の修学旅行が実施されている。参加にあたっては、学校から佐久駅までの32.1kmのうち半分を徒歩、残る半分を村役場のトラックで送迎という形態がとられた。

### 水害と全戸離農
大和地区最大の転機はこの1962年（昭和37年）7月・8月にかけての台風9号・10号による水害である。この水害は全村的な被害であったが、大和地区においては農作物の被害はもとより村道の多くが地すべりなどで崩落し交通不能となり、多くの村費が必要と判断された。
これを受けて中川村では住民と十分な話し合いの上で、道の「災害激甚農家移転対策実施要領」に基づき、15戸91人全員が大和を放棄することとなった。道では最大25万円、村では30万円の移転費を支給することとなった。
翌1963年（昭和38年）3月7日、幸小学校・中学校にて解散式・卒業式・廃校式が行われた。この時点で小学校1学級、児童数10名、中学校1学級生徒数6名、へき地等級5級指定校であった。
なお書類上の幸小学校・中学校の廃校は同年3月31日である。

この廃校式に際して2人の児童生徒とPTA会長が次のように心境を語っている（表記は特記ない限り原文ママ）。
住民は雪が春に堅雪となるのを待って集落から撤退した。集団離農時点での戸数は8戸であった。

### 住民のその後
移転実績については次の通り。前述のように補償も行われたものの、1戸平均31.7万円の負債を負っており容易な移転ではなかった。
また、集団離村が各メディアで報道されると、各地から求人があったが、その頃には転出先は決まっていた。
| 移転先 | 移転先 | 戸数 | 人数 | 業種 |
| ------ | ------ | ---- | ---- | ---- |
| 村内   | 共和   | 3    | 20   | 農業 |
| 村内   | 共和   | 3    | 16   | 転業 |
| 村内   | 安川   | 1    | 8    | 農業 |
| 村外   | 旭川市 | 1    | 4    | 転業 |
| 村外   | 札幌市 | 2    | 14   | 転業 |
| 村外   | 名寄市 | 2    | 15   | 転業 |
| 村外   | 美深町 | 1    | 6    | 転業 |
| 村外   | 礼文町 | 1    | 4    | 転業 |

### 住民撤退後
住民が耕作していた畑（53.6ha）については、村が法定小作料の11倍で買い取り学校営繕林とし、その他原野68.4haは村に無償で寄付された。